# 莫斯科 (宾夕法尼亚州)
莫斯科（英語：Moscow），是一個位於美國賓夕法尼亞州拉克萬納郡的自治市鎮，據2010年的人口普查人口為2,026。此市鎮成立於1810年，名稱可能來自早期定居者的俄裔德國路德教徒，以俄羅斯首都為這座市鎮命名。

## 地理
莫斯科位於41°20′21″N 75°31′45″W / 41.33917°N 75.52917°W (41.339274, -75.529053)的位置。